# Mise en Scène (Film)
Der Ausdruck Mise en Scène [mizãˈsɛn] (französisch In-Szene-Setzen) entstand im französischen Theater und steht dort wie auch im französischen Kino für Regie. Der Regisseur wird daher im Französischen „metteur en scène“ genannt. In der Filmanalyse bezeichnet Mise en Scène den kalkulierten Aufbau eines Bildes und teilweise auch die Innere Montage. Wesentlich ist dabei die räumliche Anordnung der Figuren und Dinge im Bild – im Gegensatz zur zeitlichen Anordnung der Bilder durch die Montage.

## Grundprinzip

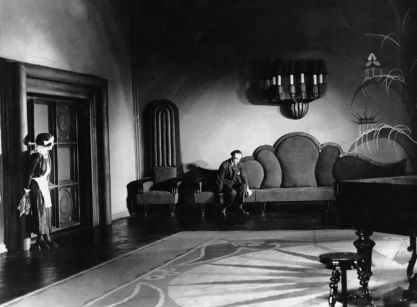
Mise en Scène in Orlac’s Hände

Das Grundprinzip der Mise en Scène ist ein besonders sorgfältiger optischer Bildaufbau nach spieldramaturgischen Kriterien, hierzu wird das Szenenbild fast „einem Gemälde nachempfunden“ (siehe Bild). Es wird in der räumlichen Tiefe gestaffelt, also in Vorder-, Mittel- und Hintergrund unterteilt, und erzählstrategisch sowie bedeutungsgenerierend gestaltet. Ein Beispiel dafür ist der Film Citizen Kane (1941) von Orson Welles. In einer Rückprojektion werden dort die tödliche Medizin sowie die Selbstmörderin und im Hintergrund die Tür gezeigt, durch die der Ehemann ins Zimmer kommt. Im Allgemeinen umfasst die Mise en Scène das gesamte Bildarrangement, also auch die Farbkomposition, Lichtgestaltung, Ausstattung, Kostüme, Maske und Schauspielerführung.

## Realitätsanspruch
Der Begriff der „mise en scène“ wurde in den 1940er und 1950er Jahren von André Bazin für die Filmanalyse geprägt, der sich damit gegen das in Hollywood etablierte Gestaltungsprinzip der Montage wendete. Für ihn stand die Schaffung einer Wirklichkeitsillusion im Vordergrund, die er als filmischen Realismus ansah. Im Gegensatz zu den Formalisten des russischen Revolutionsfilms, die den Filmschnitt als Herzstück des realistischen Filmschaffens angesehen hatten, verortete er den Realitätsanspruch von Filmen im Bildaufbau. Er plädierte für lange, in sich gegliederte Einstellungen und eine Verlagerung des dramatischen Konflikts in die Komposition des Filmbildes – etwa durch eine fließende Bewegung der Kamera (siehe auch Plansequenz) und eine mit ihr koordinierte, flüssige Inszenierung der Handlung. In der traditionellen Montage würde eine Szene dagegen in Ketten von Einstellungen „aufgelöst“, die in der Rezeption wieder zu einer „Realität“ zusammengesetzt werden müssten.

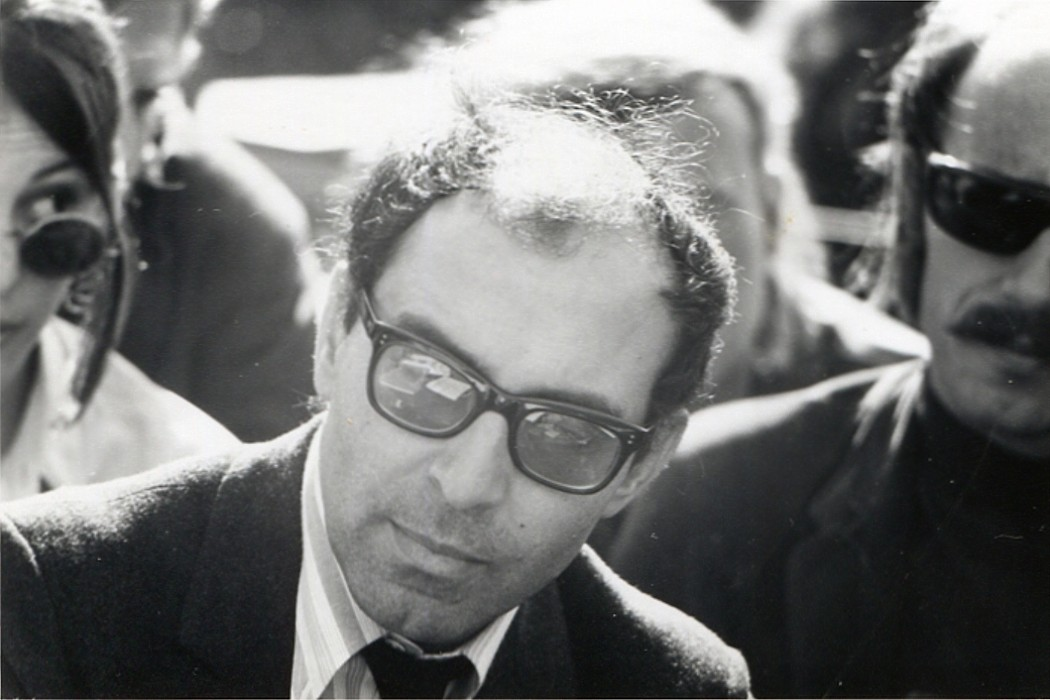
Jean-Luc Godard (1968)

Entsprechend seiner Zuordnung der Mise en Scène zum Realismus wies Bazin die Montage dem Expressionismus zu (nicht zu verwechseln mit der Filmepoche des Expressionismus), da sie Zusammenhänge zwischen den einzelnen Abbildern herstelle, die als persönlicher Ausdruck (franz. „expression“) des Filmemachers zu bewerten seien. Jean-Luc Godard sah die Montage hingegen als Teilmenge der Mise en Scène: „Montage macht nur das in der Zeit, was die Mise en Scène im Raum macht. Beide sind Organisationsprinzipien.“ Laut Godard bedeute eine Szene zu schaffen, „sowohl die Zeit als auch den Raum zu organisieren“. Dies kann in diesem Zusammenhang so aufgefasst werden, dass sich beide Techniken sowohl zur Darstellung bestimmter Aspekte der Realität wie auch zur Darstellung expressionistischer Aspekte eignen können: Mise en Scène innerhalb des Raumes und Montage innerhalb der Zeit. Dementsprechend war gerade die Nouvelle Vague dafür bekannt, Realismus und Expressionismus sowohl im einzelnen Bild wie auch in der Montage miteinander zu kombinieren.
Der Neue Deutsche Film, speziell Alexander Kluge, führte diese Idee fort. Kluge stellte allerdings den Wirklichkeitsgehalt des einfachen Abbildes in seinem Buch Gelegenheitsarbeit einer Sklavin in Frage. Er führte darin an, dass mindestens drei Aspekte der Darstellung von Realität ebendieser in der Mise en Scène im Wege stünden:
1. Der grundlegende Unterschied zwischen dem direkten Erleben einer Situation und dem Betrachten ihres filmischen Abbildes.
2. Die Auswahl der Kameraeinstellung, die nicht nur etwas zeige, sondern dadurch zwangsläufig auch alles andere nicht zeige.
3. Die im Medium etablierten Erzählmuster, nach denen der Zuschauer das Abbild zwangsläufig einseitig und kalkulierbar interpretiere.

Kluge spricht von der „gegenständlichen Situation“ des Materials: „Man kann […] nicht einfach sagen, dass der Dokumentarfilm Tatsachen abbildet.“ Dementsprechend forderte er, zur Darstellung von Wirklichkeit die einzelnen Einstellungen in „Formen authentischer Beobachtung“ zu montieren. Damit widersprach Kluge der Systematik Bazins, indem er die Mise en Scène als Ausdrucksmittel herausstellte und gleichzeitig die realistischen Möglichkeiten der Montage aufzeigte.